# Der feurige Engel (Roman)
Der feurige Engel (russisch Огненный ангел, wiss. Transliteration Ognennyj Angel) ist ein 1908 erschienener historischer Roman des russischen symbolistischen Dichters Waleri Jakowlewitsch Brjussow. Er thematisiert Magie und Hexenglauben im Zeitalter der Reformation. Da die Realität der geschilderten Ereignisse absichtlich im Unklaren gelassen wird, ist der Roman dem Bereich der Phantastik zuzuordnen; gleichzeitig wird er aber auch als Schlüsselroman über die Dreiecksbeziehung zwischen Brjussow, Andrei Bely und der Dichterin Nina Petrowskaja gedeutet.

## Handlung
Die elaborierte, im Stile des 16. Jahrhunderts gehaltene Titulatur bereitet den Leser vor auf das, was ihn erwartet:

„Der feurige Engel oder eine wahrhaftige Erzählung, in welcher berichtet wird vom Teufel, der mehr denn einmal einer Jungfrau in Gestalt eines lichten Geistes erschien und sie zu mannigfachen sündhaften Handlungen verleitete, von der gottwidrigen Beschäftigung mit der Magie, der Astrologie, der Kabbalistik und Nekromantie, von der Verurteilung jener Jungfrau unter dem Vorsitze seiner Eminenz des Erzbischofs von Trier, gleicherweise von den Begegnungen und Gesprächen mit dem Ritter und dreifachen Doktor Agrippa von Nettesheim und mit dem Doktor Faust; verfaßt von einem Augenzeugen“

Ruprecht, ein aus dem moselfränkischen Losheim stammender einstiger Student der Universität zu Köln, kehrt im Jahre 1534 aus Amerika nach Deutschland zurück, nachdem er die letzten zehn Jahre als Landsknecht und Abenteurer verbracht hat. In einer Herberge trifft er auf eine junge Frau namens Renata, die anscheinend an Besessenheit leidet. Renata erzählt Ruprecht von ihrer visionären Jugendliebe, einem Engel namens Madiel. Dieser ließ Renata im Stich, nachdem sie versucht hatte, ihn zu verführen, kündigte ihr aber an, ihr in fleischlicher Gestalt zu begegnen. Diese glaubte Renata in einem Grafen Heinrich zu erkennen, auf dessen Schloss sie zog und mit dem sie zwei Jahre lang zusammenlebte. Dann aber verschwand Heinrich spurlos, und seitdem irrt Renata auf der Suche nach ihm umher. Ruprecht, der sich augenblicklich in Renata verliebt, bietet ihr seine Hilfe an. Zusammen lassen sie sich in Köln nieder und versuchen, den Aufenthaltsort Heinrichs mit Hilfe von magischen Mitteln zu ermitteln. Ruprecht appliziert eine Hexensalbe und findet sich auf einem Hexensabbat wieder, die Auskünfte, die ihm die dort als „Meister Leonhardt“ verehrte Teufelsgestalt gibt, helfen ihm jedoch nicht weiter. Ebenso führen die Geisterbeschwörungen, die das Paar unternimmt, zu keinem greifbaren Ergebnis. In seiner Ratlosigkeit sucht Ruprecht den in Bonn lebenden Heinrich Cornelius Agrippa von Nettesheim auf, muss sich aber von diesem belehren lassen, dass die wahre Magie die Suche nach dem „verborgenen Weltgeheimnis“ sei, während die natürliche und die zeremonielle Magie lediglich Verfallsformen darstellten. Johannes Weyer, Agrippas Schüler, erläutert Ruprecht seine Ansichten über Hexen: Sie seien von „Melancholie“ befallen und bedürften medizinischer Behandlungen. Die Anwendung der Hexensalbe habe keine reale Folgen, sondern verursache lediglich Einbildungen.
Von Agrippa zurückgekehrt, wird Ruprecht von Renata mit der Neuigkeit überrascht, dass sie Graf Heinrich in der Stadt begegnet und von ihm zurückgewiesen worden sei. Sie vertraut ihm nun an, was der wahre Grund für die Trennung gewesen sei: Heinrich habe als Großmeister einer geheimen Gesellschaft ein Keuschheitsgelübde abgelegt und sei von Renata verführt worden, dieses zu brechen.  Renata befiehlt Ruprecht, Heinrich zum Duell zu fordern und zu töten, und gibt sich ihm zum ersten Mal körperlich hin.
Kaum ist das Duell erfolgreich in die Wege geleitet worden, ändert Renata ihre Meinung und lässt sich von Ruprecht versprechen, dass er im Zweikampf Heinrich nicht verletzen wird. Ruprecht hält sich daran und wird schwer verwundet. Renata pflegt ihn gesund, und zusammen leben die beiden nun eine Zeitlang als glückliches Liebespaar, bis ihr wechselhaftes Temperament sich wieder bemerkbar macht und sie erneut Anfälle von Besessenheit erleidet. Madiel erscheint ihr erneut und fordert sie auf, ein heiligmäßiges Leben zu führen. Hin- und hergerissen zwischen diesem Aufruf und ihrer sexuellen Leidenschaft zu Ruprecht, verlässt sie ihn eines Tages ohne Vorankündigung.
Erst die Warnung, dass die verbotenen Dinge, mit denen sich das Paar beschäftigt hatte, Aufmerksamkeit erregt hätten, reißt Ruprecht aus der Lethargie, in die er nach der Trennung gestürzt war. Am selben Tag schließt er Bekanntschaft mit Johann Georg Faust und seinem Begleiter Johann Müllin, der sich Mephistopheles nennt. Zusammen mit ihnen verlässt er die Stadt, und nach einigen Tagen werden sie vom Graf von Wellen, an dessen Schloss sie vorbeiziehen, zu sich eingeladen. Der Graf, ein Humanist, bittet Faust und seinen Begleiter, eine Kostprobe ihrer Magie zu geben, insgeheim jedoch mit der Absicht, ihnen eine Falle zu stellen. In einem Akt der Nekromantie beschwören die beiden Helena. Als der Vetter des Grafen die Gestalt packen will und der vorher dunkle Saal überraschend beleuchtet wird, verschwindet jedoch die Gestalt, und die Entlarvung misslingt.
Ruprecht, der bemerkt hat, dass er den Unwillen von Mephistopheles erregt hat, nimmt die Einladung des Grafen, für ihn als Schreiber tätig zu werden, dankbar an und lässt seine bisherigen Begleiter ihrer Wege ziehen. Nach einigen Wochen Aufenthalt auf dem Schloss kündigt sich der Erzbischof von Trier an. In einem nahegelegenen Kloster gebe es einen Fall von Ketzerei.
Ruprecht und der Graf begleiten das Gefolge des Erzbischofs, und bald findet Ruprecht zu seinem Entsetzen heraus, dass im Zentrum des Geschehens seine einstige Geliebte steht, die sich als Novizin in das Kloster begeben und die übrigen Nonnen offenbar mit ihrer Besessenheit angesteckt hatte. Wie bei den Besessenen von Loudun kommt es nun im Beisein des Erzbischofs zu schockierenden Szenen. Renata wird in einen Kerker gesteckt und einem Inquisitionsverfahren unterworfen. Sie gesteht sofort ein, mit dem Teufel im Bunde zu stehen und an Hexensabbaten teilgenommen zu haben. Dem Inquisitor reicht dies jedoch nicht aus, und er ordnet an, sie zu foltern, um die Mitschuldigen unter den übrigen Nonnen herauszufinden und den Hexenprozess auszuweiten.
Ruprecht, der die ganze Zeit über nach einem Weg gesucht hatte, Renata zu retten, findet einen Verbündeten im Grafen, den die Vorfälle entsetzt haben. Mit seiner Hilfe gelingt es Ruprecht, in der folgenden Nacht in den Kerker vorzudringen, wo er Renata sterbend vorfindet.

## Wirkungsgeschichte
Der Roman erschien zuerst in 17 Fortsetzungen zwischen Januar 1907 und August 1908 in der Zeitschrift Wesy. 1908 brachte der Verlag Scorpion den Zeitschrifttext unverändert als Buch heraus, 1909 folgte eine zweite, stilistisch revidierte und mit kulturhistorischen Anmerkungen versehene Ausgabe.
Die Übertragung in die deutsche Sprache erfolgte 1910 durch Reinhold von Walter. Außerdem wurde der Roman ins Lettische (1908), ins Tschechische (1913 und 1925), ins  Spanische (1922), ins Bulgarische (1929) und ins Englische (1930) übersetzt.
Sergei Prokofjew verarbeitete den Stoff zu seiner 1927 vollendeten Oper Der feurige Engel, die jedoch erst nach seinem Tod 1954 uraufgeführt wurde. Viele der Themen und Motive dieser Oper gingen in seine kurz danach entstandene 3. Sinfonie ein.
Auch die 2006 erschienene Biografie von Liliana Kern über Brjussows Muse Nina Petrowskaja trägt den Titel Der feurige Engel.

## Zitat
„Das Buch handelt von Menschen, die vom Strudel ihrer eigenen Phantasien verschlungen werden und deren Phantasien aufgrund der unbewußten Kräfte, die in Bewegung geraten waren, eine befremdliche Realität gewinnen. Für einen Schriftsteller aus der Vor-Freudschen Ära […] ist diese Auseinandersetzung mit der Psychologie des Abnormen eine bemerkenswert überzeugende Tour de force. Als Dichter hatte Brjussow eine dunkle Ahnung von der sonderbaren Wahrheit über die Hexen: daß die Kräfte des menschlichen Geistes weitaus größer sind, als wir meinen, und daß sie durch Symbole freigesetzt werden können.“

## Ausgaben
- Огненный ангел.. Scorpion, Moskau 1908
  - 2. revidierte Auflage ebd. 1909; Nachdruck mit einer Einführung von Brigitte Flickinger: W. Fink, München 1971

deutsch
- Valerius Brjussoff: Der feurige Engel. Erzählung aus dem sechszehnten Jahrhundert. Aus dem Russischen von Reinhold von Walter. Hyperion, München 1910
  - Valeri Brjussow: Der feurige Engel. Historischer Roman. Rütten und Loening, Berlin 1981
  - Walerij Brjussow: Der feurige Engel. Roman. DuMont, Köln 1990, ISBN 3-7701-2540-1